# Валериј Казаков
 Валериј Николајевич Казаков  (рус. Валерий Николаевич Казаков; рођен 26. октобра 1952. године) је белоруски и руски књижевник, научник, мецена и јавна личност.

## Биографија
Валериј Казаков је рођен у Магиљовској области, Белорусија. После завршетка школе радио је у Магиљовској фабрици лифтова, а након тога служио је војску у Естонији и Немачкој и завршио вишу војно-политичку школу, а затим Књижевни институт имена А.М.Горког. Војни дописник новина Црвена звезда, члан Удружења новинара. Радио је у Руском удружењу ветерана Авганистана, Савету безбедности Руске Федерације, Администрацији Председника Руске федерације, бавио се и научним радом и био на аспирантури на Белоруском државном универзитету. Пуковник је у пензији. Доктор (кандидат) хуманистичких наука.

## Књижевни рад
Аутор је 28 књига прозе и поезије, међу њима су романи Сенка Гоблина (рус. Тень Гоблина), Службеник најстаријег демократског народа (рус. Холоп августейшего демократа), Црни мачак (рус. Черный кот) и збирка поезије Прашњаво сунце (рус. Пыльное Солнце). Написао је и зборнике публицистике и прозе: Разбијено огледало Карабаха (рус. Разбитое зеркало Карабаха), Асфалт и сенке (рус. Асфальт и тени) и Самоуништење (рус. Саморазрушение).
Пише на руском и белоруском језику.
Књиге В. Казакова су преведене на белоруски, пољски, српски и друге језике. Члан је и Удружења књижевника Србије и Удружења књижевника Белорусије..

## Награде
Награђен је са три ордена, двадесет медаља и одликовања Руске Федерације и Белорусије, кандидат друштвених наука. Добитник државне награде Владе Руске Федерације у области културе. Лауреат награде Павла Маковича Адамова.

## Дела Казакова на српском језику
У издању Пегаза у Бијелом Пољу у Црној Гори 2009. године изашао је Казаков роман Сјенка гоблина у преводу са руског језика Славке Луковић. У Београду је 2020. године изашла збирка песама Казакова Прашњаво сунце у издању Удружења поетских стваралаца, у преводу са руског Дајане Лазаревић.